# 康纲有
康纲有（1941年4月—），男，汉族，重庆江津人，中华人民共和国政治人物，曾任重庆市人大常委会副主任。

## 生平
1965年9月参加工作。1979年12月加入中国共产党。